# 窑店镇 (临洮县)
窑店镇，是中华人民共和国甘肃省定西市临洮县下辖的一个乡镇级行政单位。

## 行政区划
窑店镇下辖以下地区：
长城村、黄家川村、徐家铺村、瓦家寺村、窑店村、杨家山村、武家村、阳坡村、大坊村、马家坪村、四十铺村、中间村、北大坪村、平线岭村、翻山村、黑石湾村和滩汪村。